# 27 км (зупинний пункт, Придніпровська залізниця, Криворізький район)
27 кілометр — пасажирська зупинна залізнична платформа Криворізької дирекції Придніпровської залізниці.
Розташована в с. Недайвода, Криворізький район, Дніпропетровської області на лінії Рядова — Мусіївка між станціями Рядова (16 км) та Грекувата (5 км).
На платформі зупиняються приміські електропоїзди.